# Stephen M. Barnett
Stephen Mark Barnett, genannt Steve, ist ein britischer theoretischer Physiker, der sich mit Quanteninformationstheorie und Quantenoptik befasst. Er ist Professor an der University of Glasgow.

## Leben
Barnett wurde 1985 am Imperial College London in Physik promoviert.
Er ist bekannt für Untersuchungen zum Bahndrehimpuls (OAM, orbital angular momentum) des Lichts in der Quantenoptik. Das Forschungsfeld hat Anwendung auf eine potentiell sehr viel höhere Informationsübertragung mit Licht in Glasfasern. Die Informationsübertragung mit OAM und deren Abhörsicherheit demonstrierte er mit Kollegen 2004. 2002 schlug er mit anderen eine Methode vor, den Bahndrehimpuls eines einzelnen Photons zu messen (was es ermöglichen würde 2 Bits mit einem Photon zu transportieren). Außerdem gelang ihm Ende der 1980er Jahre mit David Pegg die Einführung eines quantenmechanischen Phasenoperators.
2010 klärte er die Frage, ob der Impuls eines Photons zu- oder abnimmt, wenn es in ein dichteres Medium eindringt. Hermann Minkowski hatte 1908 für eine Zunahme argumentiert, Max Abraham 1909 für eine Abnahme. Für die Abnahme spricht die klassische Überlegung der Verringerung der Lichtgeschwindigkeit um einen Faktor 1/n in dichterem Medium mit Brechungsindex n (später unterstützt durch Überlegungen aufgrund der Äquivalenz von Masse und Energie und Newtons erstem Bewegungsgesetz), für die Zunahme Überlegungen aus der Quantenmechanik, dass die Wellenlänge abnimmt und damit der Impuls als Inverses der Wellenlänge zunimmt (siehe De-Broglie-Wellenlänge). Experimente wiesen in beide Richtungen. Nach Barnett trifft beides zu, je nach Betrachtung des Photons als Welle oder Teilchen – Abrahams Argumentation entspricht dem kinetischen Impuls eines Teilchens und Minkowski dem Impuls der kanonischen Vertauschungsrelationen. Im Vakuum macht dies keinen Unterschied, wohl aber für Licht in einem Medium.

## Ehrungen und Auszeichnungen
2007 erhielt Barnett den Wolfson Research Merits Award und den James Scott Prize der Royal Society of Edinburgh. 2013 erhielt er die Dirac-Medaille (IOP). Barnett ist Fellow der Royal Society. In 2016 wurde ihm eine Forschungsprofessur der Royal Society verliehen. 2022 wurde er zum Mitglied der Academia Europaea gewählt.

## Schriften
- Quantum Information, Oxford University Press 2003
- Herausgeber mit L. Allen, Miles Padgett Orbital angular momentum, Bristol, IOP Pub. 2003 (Reprint Band von Aufsätzen)
- mit Paul M. Radmore Methods in theoretical quantum optics, Oxford University Press 1997
- mit John A. Vaccaro Quantum phase operator: a review, Taylor and Francis 2007
- mit G. L. Oppo (Herausgeber) Quantum dynamics of simple systems (The Forty-Fourth Scottish Universities Summer School in Physics, Stirling, August 1994), Taylor and Francis 1997
- Herausgeber mit anderen: Quantum Communication, Measurement and Computing: The Seventh International Conference on Quantum Communication, Measurement and Computing, Glasgow, 25.–29. Juli 2004, American Institute of Physics 2004